# Tormenta en el paraíso
Tormenta en el paraíso é uma telenovela mexicana produzida por Juan Osorio para a Televisa e exibida entre 12 de novembro de 2007 e 25 de julho de 2008, substituindo Muchachitas como tú e sendo substituída por Juro que te amo
A trama é baseada no livro Un paraíso Maldito/Azul infierno, escrito por Caridad Bravo Adams. 
Foi protagonizada por Sara Maldonado e Erick Elias e antagonizada por Mariana Seoane, Úrsula Prats, Alejandro Tommasi, Erika Buenfil, Oscar Traven e Adalberto Parra.

## Sinopse
No ano de 1519, o sacerdote maia Ahzac descobre que sua filha, a princesa Ixmy, se entregou a um homem branco. Ela seria entregue em sacrificio com joias e a pérola negra, uma joia de grande tamanho. Ao saber que o homem branco levou a pérola, Ahzac lança uma maldição: "Qualquer homem que possua a pérola negra não conhecerá a felicidade!".
Em 1987, Hernán Lazcano, um biólogo marinho casado com Analy, uma nativa de origem maia com quem espera um filho, encontra um tesouro, ele e seu amigo Eliseo Bravo vão explorar os corais de Cozumel e fazem uma descoberta: encontram a pérola negra, o que desperta a ambição de Eliseo e provoca a morte de Hernán, deixando Analy e a recém-nascida Aymar desamparadas, e Eliseo  jurou a Hernán que ajudaria sua esposa e filha. Com uma parte do tesouro, regressou a Veracruz, onde recebe a noticia que sua esposa María Teresa o abandonou, deixando seus três filhos Nicolás, David e Leonardo aos seus cuidados. Eliseo gasta o dinheiro do tesouro na compra da fazenda "El Paraíso".
No entanto, perto de El Paraíso se encontra a casa dos Rosenberg, pessoas que despertam a fúria de políticos e estes mandam matar a família, queimando sua casa. Do incêndio só sobrevive a pequena filha do casal Rosenberg. O político fica doente e sofre de esclerose múltipla, o que o leva a um estado devastador ao que Luisa, sua esposa e ele resolvem mandar sua filha, a pequena Maura, à Europa. Eliseo sofre um acidente, no qual ele perde um braço.
Vinte anos depois, Aymar cresce como uma bela mulher. Ela e sua mãe Analy não ficam desamparadas, já que recebem ajuda do capitão Solís, Rigo y Tacho. Nesse tempo que Eliseo cresce como um homem amargurado e cheio de ressentimento pelo abandono de sua esposa, a pequena Karina Rosenberg, sobrevivente do incêndio, termina louca e as pessoas a temem, e a chamam de "La loca de las ruinas". Nicolás Bravo vai a Cozumel, onde conhece Aymar, e decide se casar com ela. Maura chega da Europa para o funeral de seu pai, e Luisa lhe informa que estão na ruína. Elas viajam a Veracruz, onde Luisa idealiza um plano para que Maura se faça passar por Karina Rosenberg. Uma vez que chegam a Veracruz, conhecem Eliseo Bravo, a quem dizem que Maura é Karina e Eliseo deseja que Nicolás se case com Karina, o que provoca um triângulo amoroso, mas Karina ama profundamente a David Bravo. Assim, Nicolás e Aymar deveram enfrentar os obstáculos que se antepõem ao seu amor.
Depois de que Aymar e Nicolás sofrem por passar por muitas coisas, ele deverão passar por sua última prova: vencer Maura Durán. Maura mantém trancada Karina em um lugar escondido e distante, mas de repente ela agarra sua pistola e lhe dá um tiro. Karina tenta sair do lugar mas Maura usa a arma e dispara, Alberti é levado a prisão, Maura não tenta sumir com Karina e decide levá-la a uma cabana. Aymar, Nicolás, David, Eliseo e Lisandro seguem os conselhos de Luisa para resgatar Karina; Luisa trata de escapar, mas na tentativa um raio cai em cima dela, Eliseo encontra uma carta de Luisa onde ela confessa todos seus crimes, Maura coloca fogo na cabana onde está sequestrada Karina e logo escapa; Karina inala muita fumaça, mas David chega a tempo para resgatá-la.
Karina é levada ao hospital, Maura tenta sequestrar Leonardo, mas quando não consegue trata de escapar, mas a polícia a pega e a leva aonde sua mãe se encontra morta para que ela veja Luisa. Aymar doa seu sangue para Karina, Maura se esconde em uma maca que será levada com os corpos a uma ambulância. Quando os paramédicos saem um momento, Maura sai da maca e volta a escapar, Eliseo devolve tudo o que pertence a Aymar, Maura chega a El Paraíso e agarra uma arma, com a qual dispara contra David e Nicolás, Lisandro tenta escapar. Aymar chega de táxi com Leonardo.
De repente chega Maura e leva Leonardo, Nicolás e David correm com Aymar e contam que farão uma armadilha contra Maura, mas se surpreendem ao saber de que Maura tem estado com Leonardo, Nicolás vai atrás de Maura, Maura se encontra com Nicolás e fica surpresa, Leonardo aproveita para escapar, Maura corre em torno do rio e luta com Nicolás; Maura corre, mas é impedida por David e Nicolás, Maura decide ir ao bosque, não vê um enxame de abelhas e tropeça no enxame. Maura é picada por milhares de abelhas.
No final Maura tenta escapar das abelhas com o rosto desfigurado. Maura se encontra muito mal no hospital, depois decide ver  Leonardo e sua última palavra é: "Maldito Engendro!", logo morre. Nicolás e Aymar se casam, na festa, se jogam no rio e se beijam.

## Elenco
- Sara Maldonado - Aymar Lazcano Mayu
- Erick Elías - Nicolás Bravo Andrade
- Mariana Seoane - Maura Durán Linares  / Karina Rossemberg
- José Luis Reséndez - David Bravo Andrade
- Alejandro Tommasi - Eliseo Bravo
- Ernesto D'Alessio - Leonardo Bravo Andrade
- Ingrid Martz - Karina "Sirenita" Rossemberg / Valeria Ross
- Frances Ondiviela - María Teresa Andrade de Bravo
- Úrsula Prats - Luisa Linares de Durán
- Erika Buenfil - Patsy Sandoval Portillo
- Eugenia Cauduro - Analy Mayu vda. de Lazcano
- René Strickler - Hernán Lazcano
- Julio Camejo - José Miguel Díaz Luna
- Mar Contreras - Penélope Montalbán
- Ferdinando Valencia - Lisandro Bravo Martínez
- Manuel Ojeda - Capitão Pablo Solís
- Aarón Hernán - Padre Augusto
- Alejandra Procuna - Martha Valdivia
- Carlos Cámara Jr. - Isaac Rossemberg
- Macaria - Paloma Martínez
- Delia Casanova - Micaela Trinidad
- Magda Guzmán - Yolanda
- Humberto Elizondo - Dr. Alberti
- Liz Vega - Lizesca
- Flor Procuna - Rosalinda Díaz Luna
- Vicente Herrera - Aquilino Sánchez
- Pietro Vannucci - Botel
- José Carlos Ruiz - Ahzac
- Alejandro Ávila - Víctor
- Israel Jaitovich - Roque Durán
- Adalberto Parra - Nakuk Kum
- Maribel Fernández - Carmela de Trinidad
- Juan Carlos Serrán - Lucio Trinidad
- Xavier Ortiz - Emilio
- Kelchie Arizmendi - Brisa
- Ivonne Ley - Celina Trinidad
- Ricardo Guerra - Cuco
- Arturo García Tenorio - Diretor Gastón
- Anastasia - Leonor
- Malillany Marín - Dra. Fabiola Sarmiento
- Oscar Traven - Mario Abascal
- Marco Uriel - Dr. Andrés Gutiérrez
- Christian Vega - Hernán Nicolas Bravo Lazcano
- Dobrina Cristeva - Cleotilde
- Emilio - Eliseo David Bravo Valdivia
- Darey - Leonardito Bravo Durán
- Evelio Arias Ramos - Tacho
- Arturo Posada - "Rigo"
- Patricio Cabezut - Barraza
- Dobrina Cristeva - Cleotilde
- Fernanda Franco - Nabora Sánchez
- Salvador Ibarra - Cirilo
- Archie Lanfranco - Manuel "Hombre Blanco" de Molina
- Siena Perezcano - Ixmy
- Patricia Martínez - Donata
- Federico Pizarro - Raúl Abascal
- Ella Laboriel - Melva
- Ligia Robles - Alma Rossemberg
- Martín Rojas - Justino
- Ximena Said - Karina Rossemberg (Menina)
- Vielka Valenzuela - Dr. Méndez
- Lupita Jones - Ela mesma

## Audiência
Teve média geral de 16,1 pontos.